# Liste der Biografien/Ruv
Liste der Biografien |
Portal Biografien |
Personensuche
# |
A |
B |
C |
D |
E |
F |
G |
H |
I |
J |
K |
L |
M |
N |
O |
P |
Q |
R |
S |
T |
U |
V |
W |
X |
Y |
Z |
?
 
Ra |
Rb |
Rd |
Re |
Rh |
Ri |
Rj |
Rk |
Rl |
Rm |
Rn |
Ro |
Rr |
Rs |
Rt |
Ru |
Rv |
Rw |
Rx |
Ry |
Rz
 
Rua |
Rub |
Ruc |
Rud |
Rue |
Ruf |
Rug |
Ruh |
Rui |
Ruj |
Ruk |
Rul |
Rum |
Run |
Ruo |
Rup |
Rur |
Rus |
Rut |
Ruu |
Ruv |
Ruw |
Rux |
Ruy |
Ruz
Die Liste der Biografien führt alle Personen auf, die in der deutschsprachigen Wikipedia einen Artikel haben. Dieses ist eine Teilliste mit 7 Einträgen von Personen, deren Namen mit den Buchstaben „Ruv“ beginnt.

## Ruv

### Ruva
- Ruvalcaba, Ana Paula (* 2001), mexikanische Fußballtorhüterin
- Ruvalcaba, Felipe (1941–2019), mexikanischer Fußballspieler
- Ruvarac, Ilarion (1832–1905), serbisch-orthodoxer Mönchspriester und Abt des Klosters Grgeteg

### Ruvi
- Ruville, Albert von (1855–1934), preußischer Offizier, Historiker und Hochschullehrer
- Ruville, Amand von (1816–1884), preußischer Generalmajor

### Ruvk
- Ruvkun, Gary (* 1952), US-amerikanischer Genetiker und Professor an der Harvard UniversityGary Ruvkun (* 1952)

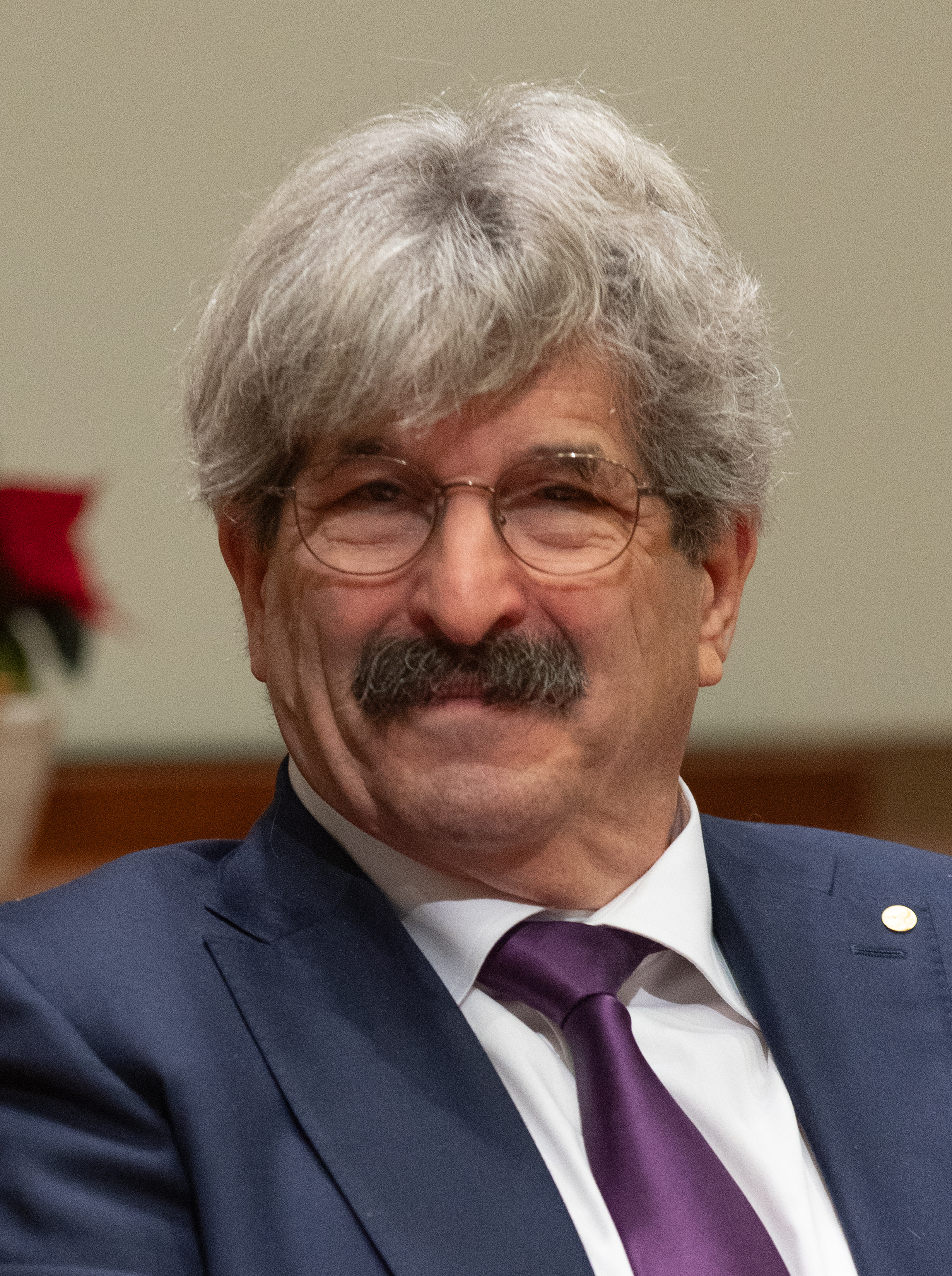
Gary Ruvkun (* 1952)

### Ruvo
- Ruvo, Giulio de, italienischer Cellist und Komponist